# MIDlet
Un "MIDlet" es un programa desarrollado con el lenguaje de programación Java para dispositivos embebidos (que se dedican a una sola actividad), más específicamente para la máquina virtual Java Micro Edition (Java ME). Generalmente son juegos y aplicaciones que corren en un teléfono móvil. Está desarrollada bajo la especificación MIDP (Perfil para Información de Dispositivo Móvil).

## Requisitos
Requiere un dispositivo que implemente Java ME y MIDP para correr. Como otros programas desarrollados en Java, tienen la característica "Escribir una vez, ejecutar en cualquier parte" ("Write once, run anywhere"). Para programar MIDlets se puede obtener el Sun Java Wireless Toolkit o NetBeans con la extensión Mobility Pack. Para la versión de distribución son necesarios dos archivos, el archivo .jar conteniendo el bytecode del programa y un archivo .jad que describe los contenidos del archivo .jar.
Un MIDlet tiene que cumplir los siguientes requisitos para poder correr en un teléfono móvil:
- La clase principal necesita ser una subclase de javax.microedition.midlet.MIDlet.
- El MIDlet necesita ser empacado dentro de un archivo .jar.
- El archivo .jar necesita ser preverificado usando un preverificador.
- En algunos casos, el archivo .jar necesita ser firmado digitalmente por un proveedor de teléfonos móviles.

Al crear un MIDlet se genera un archivo descriptor con extensión .jad, que contiene todos los recursos que se están utilizando para que la aplicación se ejecute.
- Datos: Q1571511